# The Waxwings
The Waxwings est un groupe de rock indépendant américain, originaire de Detroit, dans le Michigan. Les Waxwings comptent trois albums studio. Leur style musical s'inspire du psychédélique et du folk des années 1960. S'ajoute à cela des sons variés qui les différencient de la vague garage rock actuelle à Détroit.
Formé en 1997, le groupe se composait de quatre membres ; Dean Fertita au chant et à la guitare, James Edmunds à la batterie et aux percussions, et Kevin Peyok à la basse. Brendan Benson rejoint le groupe et prend la place de guitariste temporaire à la suite du départ de Dominic Romano, après l'enregistrement de Shadows of..., leur deuxième album.

## Biographie

### Création
Le groupe est formé en 1997 par Dean Fertita, après qu'un ami lui a proposé de venir jouer dans un bar new-yorkais,. À l'époque, Fertita travaillait dans un magasin de disques avec Kevin Peyok, il lui a donc proposé de venir faire cette représentation avec lui. De là, Peyok contacta Edmunds et Romano, qui les rejoignirent pour compléter la formation.
Précédemment, Fertita, Romano et Peyok avaient joué ensemble dans un autre groupe appelé Glider. Le nom du groupe est dérivé d'un poème de Vladimir Nabokov, dans son roman Pale Fire.

### Low to the Ground
Après ce concert à New York, ils s'attèlent à l'écriture de leur premier album. Au cours de cette période, Dean Fertita rencontre Bob Salerno, directeur des Bobsled Records de Chicago, qui était à la recherche de groupes à recruter. Quelques mois plus tard, le groupe signait pour ce label, en même temps que d'autres groupes comme The White Stripes. Ils enregistrent leur album aux studios Terrarium à Minneapolis, dans le Minnesota, aux côtés de Bryan Hanna.
Low to the Ground sort le 2 mai 2000, et reçoit des critiques positives parmi les grands magazines musicaux (Rolling Stone, ...). Low to the Ground atteint le top 20 des meilleurs albums 2000-2001 au Magnet Magazine. Les White Stripes joueront une reprise de Fragile Girl avec Beck. Après 15 mois de tournée à travers le monde, faisant les premières parties de groupes comme The Strokes ou Travis, ils retournent en studio pour enregistrer leur second album.

### Shadows of...
Également enregistré aux Terrarium Studios, l'album Shadows of... sort sur le label Bobsled le 11 juillet 2002, mais enregistre des ventes très décevantes. Tellement décevantes que, dans les jours qui suivent, Bob Salerno leur expédia une lettre humiliante et injurieuse leur reprochant cette contre-performance de vente. La lettre, publiée sur un site de divertissement, gagne en notoriété.
Le guitariste et chanteur Dominic Romano se marie et décide de quitter le groupe. Ce dernier se retrouve sans label et sans guitariste. Après des contacts établis entre une autre maison de disques, Rainbow Quartz Records, ils parviennent à signer avec celle-ci et peuvent donc reprendre le chemin du studio.

### Let's Make Our Descent
Pour l'enregistrement de leur troisième album, intitulé Let's Make Our Descent, ils retournent à Detroit. Durant l'enregistrement, Brendan Benson les rejoint et comble ainsi la place laissée par Romano. Benson et Fertita ont étudié au Kimball High School de Royal Oak, dans le Michigan, et Fertita jouait de la guitare dans le groupe de Benson et en tournée. Pour la tournée 2005 des Waxwings, Benson assumera temporairement la guitare. L'album Let's Make Our Descent sort le 13 août 2004.

### Post-séparation
Depuis l'année 2005, le groupe n'a réalisé aucun projet, malgré leur déclaration au sujet d'un éventuel quatrième album cette même année, sur leur site officiel. En 2007, Fertita rejoint les Queens of the Stone Age, prenant la place de claviériste,. Kevin Peyok rejoindra le groupe londonien The See See, et prévoit la sortie d'un premier album fin 2010.

## Discographie
- 2000 : Low to the Ground (Bobsled Records)
- 2002 : Shadows of... (Bobsled Records)
- 2004 : Let's Make Our Descent (Rainbow Quartz)